# Leptotrichum tortile
Leptotrichum tortile là một loài rêu trong họ Ditrichaceae. Loài này được Schrad. Hampe mô tả khoa học đầu tiên năm 1848.